# Lengshuijiang
Lengshuijiang är en stad på häradsnivå som lyder under Loudis stad på prefekturnivå i Hunan-provinsen i södra Kina. Den ligger omkring 160 kilometer väster om provinshuvudstaden Changsha. 